# 莫寧賽德 (新墨西哥州)
莫寧賽德（英語：Morningside）是位於美國新墨西哥州埃迪縣的普查規定居民點。

## 人口
根據2020年美國人口普查的數據，莫寧賽德的面積為0.24平方千米，皆為陸地。當地共有人口302人，而人口密度為每平方千米1,258.33人。